# Carsoli
Carsoli (em latim: Carseoli) é uma comuna italiana da região dos Abruzos, província de Áquila, com cerca de 5 085 habitantes. Estende-se por uma área de 95 km², tendo uma densidade populacional de 54 hab/km². Faz fronteira com Collalto Sabino (RI), Nespolo (RI), Oricola, Pereto, Pescorocchiano (RI), Sante Marie, Tagliacozzo, Turania (RI), Vivaro Romano (RM).

## Demografia
| Variação demográfica do município entre 1861 e 2011                               |
|                                                                                   |
| Fonte: Istituto Nazionale di Statistica (ISTAT) - Elaboração gráfica da Wikipedia |